# Rangkorreláció
A rangkorreláció vagy rangkorrelációs együttható a valószínűségszámításban valószínűségi változók közötti kapcsolatot vizsgál a korrelációhoz hasonlóan. Az összefüggést tetszőleges monoton függvény szerint képes vizsgálni, eloszlásuk vizsgálata nélkül.
A korrelációval szemben a rangkorreláció nemcsak lineáris kapcsolatot tud leírni, továbbá a kilógó adatok sem zavarják.
Közelebbről két rangkorrelációs együtthatót használnak: az egyik a Spearman-rhó, a másik a Kendall-tau. Több megfigyelő észlelései közötti összefüggés vizsgálatára alkalmas a W konkordanciaegyüttható.

## Számítása
{\displaystyle N} mérésből álló párral kezdünk, jelölje ezeket {\displaystyle (x_{i},y_{i})}. A rangkorreláció minden {\displaystyle x_{i}} értékhez relatívan meghatároz egy ragot a többi {\displaystyle x_{j}} értékkel szemben, azaz hozzárendel egy számot {\displaystyle 1,2,3,\dots ,N} közül. Ezután kezelhetők ezek a számok úgy, mintha egyenletes eloszlásból származnának. Ha minden {\displaystyle x_{i}} különböző, akkor minden szám egyszer fordul elő. Ha vannak köztük egyenlőek, akkor a középső értéket kapják, mint amit akkor rendelnének hozzájuk, ha mind különbözőek lennének. Ekkor kapcsolatokról, vagy döntetlenekről beszélnek. Ez a szám lehet egész, vagy félegész. Mindkét esetben a számok összege ugyanannyi, azaz 1-től {\displaystyle N}-ig, vagyis {\displaystyle N(N+1)/2}.
Ugyanezt elvégzik az {\displaystyle y_{i}} értékekkel is, mindegyiket az {\displaystyle y_{j}}-kkel szembeni rangjával helyettesítik.
Az intervallumskálázott adatok helyettesítésével információt vesztünk, számítása azonban értelmes lehet robusztussága miatt. Ez azt jelenti, hogy kevésbé érzékeny a kilógó adatokra és a hibákra, ahogy a medián is kevésbé érzékeny ezekre, mint az átlag. Rangsorok közötti kapcsolat felderítésében a rangkorrelációnak nincs alternatívája.

## Spearman-rangkorreláció
A Spearman-rangkorrelációt Charles Spearman után nevezték el, és gyakran a ρ betűvel illetve {\displaystyle r_{s}}-sel jelölik.
Elméletben ρ a Pearson szorzat-momentum-korreláció speciális esete, ahol az adatokat ranggá konvertálják, mielőtt kiszámítják a rangkorrelációt:
{\displaystyle r_{s}={\frac {\sum _{i}(rg(x_{i})-{\overline {rg}}_{x})(rg(y_{i})-{\overline {rg}}_{y})}{{\sqrt {\sum _{i}(rg(x_{i})-{\overline {rg}}_{x})^{2}}}{\sqrt {\sum _{i}(rg(y_{i})-{\overline {rg}}_{y})^{2}}}}}={\frac {{\frac {1}{n}}\sum _{i}(rg(x_{i})rg(y_{i}))-{\overline {rg_{x}rg_{y}}}}{s_{rg_{x}}s_{rg_{y}}}}={\frac {\operatorname {Cov} (rg_{x},rg_{y})}{s_{rg_{x}}s_{rg_{y}}}}.}
Ahol
{\displaystyle rg(x_{i})} az {\displaystyle x_{i}} rangja,
{\displaystyle {\overline {rg}}_{x}} az {\displaystyle x} rangjainak középértéke,
{\displaystyle s_{rg_{x}}} az {\displaystyle x} rangjainak tapasztalati szórása,
{\displaystyle \operatorname {Cov} (rg(x),rg(y))} {\displaystyle rg(x)} és {\displaystyle rg(y)}
kovarianciája.

### Speciális esetek
A gyakorlatban inkább egy egyszerűbb képletet használnak, ami akkor ad helyes eredményt, ha minden rang különbözik.
A nyers adatokat konvertálják, és minden párra kiszámítják a {\displaystyle d_{i}} különbséget, jelben {\displaystyle d_{i}=rg(x_{i})-rg(y_{i})}. Ezzel a ρ
{\displaystyle r_{s}=1-{\frac {6\sum _{i}d_{i}^{2}}{n\cdot (n^{2}-1)}},}
ahol {\displaystyle n} az értékpárok száma.
Ellenben ha vannak egyező értékek, ez a képlet nem ad pontos eredményt, de ha nem sok helyen azonosak az értékek, akkor az eltérés kicsi. A pontos eredményt egy bonyolultabb képlet adja:
{\displaystyle r_{s}={\frac {n^{3}-n-{\frac {1}{2}}T_{x}-{\frac {1}{2}}T_{y}-6\sum _{i}d_{i}^{2}}{\sqrt {\left(n^{3}-n-T_{x}\right)\left(n^{3}-n-T_{y}\right)}}}}
ahol {\displaystyle \textstyle T_{\bullet }=\sum _{k}(t_{\bullet ,k}^{3}-t_{\bullet ,k})}.; {\displaystyle t_{\bullet ,k}} az azonos rangú megfigyelések száma, továbbá {\displaystyle \bullet } {\displaystyle X} vagy {\displaystyle Y} helyett áll.

### Példák

#### Első példa
Például vizsgáljuk különböző emberek magasságát és testsúlyát. A magasságok 175 cm, 178 cm és 190 cm; a testsúlyok rendre 65 kg, 70 kg és 98 kg.
Ebben az esetben maximális rangkorreláció adódik, mivel a legkisebb ember a legkönnyebb és a legnagyobb ember a legnehezebb. Ha fordítva lenne, akkor a rangkorreláció is kicsi lenne. A rangkorreláció számszerűen fejezi ki az összefüggést két rangsor között.

#### Második példa
Adva legyenek megfigyelések két változóról, a-ról és b-ről:
| i                     | 1   | 2   | 3   | 4   | 5   | 6   | 7    | 8    |
| --------------------- | --- | --- | --- | --- | --- | --- | ---- | ---- |
| {\displaystyle a_{i}} | 2,0 | 3,0 | 3,0 | 5,0 | 5,5 | 8,0 | 10,0 | 10,0 |
| {\displaystyle b_{i}} | 1,5 | 1,5 | 4,0 | 3,0 | 1,0 | 5,0 | 5,0  | 9,5  |
A rangok meghatározására rendezik az értékeket, és normálják, azaz egyező értékek esetén középértéket vesznek. Ezután helyreállítják az eredeti sorrendet, hogy képezhessék a különbségeket.
| Bemenet | Rendezés(érték) | Rang | Rendezés(index) |
| --- | --- | --- | --- |
| {\displaystyle {\begin{array}{c\|c}{\text{Index}}&{\text{Érték}}\\\hline 1&1{,}5\\2&1{,}5\\3&4{,}0\\4&3{,}0\\5&1{,}0\\6&5{,}0\\7&5{,}0\\8&9{,}5\\\end{array}}} | {\displaystyle {\begin{array}{c\|c}{\text{Index}}&{\text{Érték}}\\\hline 5&1{,}0\\1&1{,}5\\2&1{,}5\\4&3{,}0\\3&4{,}0\\6&5{,}0\\7&5{,}0\\8&9{,}5\\\end{array}}} | {\displaystyle {\begin{array}{c\|c\|c\|\|c}{\text{Index}}&{\text{Érték}}&{\text{Rang}}&{\text{Normálva}}\\\hline 5&1{,}0&1&1\\\hline 1&1{,}5&2&(2+3)/2\\2&1{,}5&3&=2{,}5\\\hline 4&3{,}0&4&4\\\hline 3&4{,}0&5&5\\\hline 6&5{,}0&6&(6+7)/2\\7&5{,}0&7&=6{,}5\\\hline 8&9{,}5&8&8\\\end{array}}} | {\displaystyle {\begin{array}{c\|c\|c}{\text{Index}}&{\text{Érték}}&{\text{Normált rang}}\\\hline 1&1{,}5&2{,}5\\2&1{,}5&2{,}5\\3&4{,}0&5{,}0\\4&3{,}0&4{,}0\\5&1{,}0&1{,}0\\6&5{,}0&6{,}5\\7&5{,}0&6{,}5\\8&9{,}5&8{,}0\\\end{array}}} |

Az adatokból a következő köztes eredmény adódik:
| a értékei | b értékei | a rangjai | b rangjai | {\displaystyle d=Rg(a)-Rg(b)} | {\displaystyle (Rg(a)-Rg(b))^{2}} |
| --------- | --------- | --------- | --------- | ----------------------------- | --------------------------------- |
| 2,0       | 1,5       | 1,0       | 2,5       | −1,5                          | 2,25                              |
| 3,0       | 1,5       | 2,5       | 2,5       | 0,0                           | 0,00                              |
| 3,0       | 4,0       | 2,5       | 5,0       | −2,5                          | 6,25                              |
| 5,0       | 3,0       | 4,0       | 4,0       | 0,0                           | 0,00                              |
| 5,5       | 1,0       | 5,0       | 1,0       | 4,0                           | 16,00                             |
| 8,0       | 5,0       | 6,0       | 6,5       | −0,5                          | 0,25                              |
| 10,0      | 5,0       | 7,5       | 6,5       | 1,0                           | 1,00                              |
| 10,0      | 9,5       | 7,5       | 8,0       | −0,5                          | 0,25                              |
|           |           |           |           |                               | {\displaystyle \sum =26}          |

A táblázat a értékei szerint vannak rendezve. Fontos, hogy az értékekhez rangok legyenek rendelve. A sorban kétszer jelenik meg a 3 érték, rangjuk az átlagos (2+3)/2 = 2,5. Ugyanez történik a b adatsornál is.
| Werte von a | Werte von b | {\displaystyle t_{a,k}}  | {\displaystyle t_{a,k}^{3}-t_{a,k}} | {\displaystyle t_{b,k}}  | {\displaystyle t_{b,k}^{3}-t_{b,k}} |
| ----------- | ----------- | ------------------------ | ----------------------------------- | ------------------------ | ----------------------------------- |
| 2,0         | 1,5         | 1                        | 0                                   | 2                        | 6                                   |
| 3,0         | 1,5         | 2                        | 6                                   | -                        | -                                   |
| 3,0         | 4,0         | -                        | -                                   | 1                        | 0                                   |
| 5,0         | 3,0         | 1                        | 0                                   | 1                        | 0                                   |
| 5,5         | 1,0         | 1                        | 0                                   | 1                        | 0                                   |
| 8,0         | 5,0         | 1                        | 0                                   | 2                        | 6                                   |
| 10,0        | 5,0         | 2                        | 6                                   | -                        | -                                   |
| 10,0        | 9,5         | -                        | -                                   | 1                        | 0                                   |
|             |             | {\displaystyle T_{a}=12} | {\displaystyle T_{a}=12}            | {\displaystyle T_{b}=12} | {\displaystyle T_{b}=12}            |

A Horn-korrekcióval
{\displaystyle r_{s}={\frac {8^{3}-8-6-6-6\cdot 26}{\sqrt {\left({8^{3}-8}-12\right)\left(8^{3}-8-12\right)}}}={\frac {336}{492}}\approx 0{,}6829.}
adódik.

### A szignifikancia meghatározása
Teszt szempontjából a {\displaystyle \rho } érték vizsgálata, hogy nullától különbözik-e, permutációteszt. Kiszámítják annak a valószínűségét is, hogy {\displaystyle \rho } értéke legalább akkora-e, mint ahogy azt a nullhipotézis megjósolja.
Ezt a módszert használhatják viszonylag kis adathalmazokon, amiken egyszerűen létrehozhatók a nullhipotézist valószínűsítő permutációk. 

## Kendall-tau
Szemben a Spearman-rhóval, a Kendell-tau a rangok közötti különbséget használja fel. Rendszerint a {\displaystyle \tau } értéke kisebb, mint a {\displaystyle \rho } értéke. A {\displaystyle \tau } együtthatót érdemes intervallumskálázott adatokra használni, ha nem normális eloszlásúak, a skálák egyenetlen beosztásúak vagy a szúrópróba mérete kicsi.

### Kiszámítása
A {\displaystyle \tau } számításához tekintjük az {\displaystyle x} szerint rendezett {\displaystyle (x_{i},y_{i})} és {\displaystyle (x_{j},y_{j})} párokat, ahol {\displaystyle i=1,\ldots ,n-1} és {\displaystyle j=i+1,\ldots ,n}; továbbá
{\displaystyle x_{1}\leq x_{2}\leq \ldots \leq x_{n}.}
Az első párt az összes többivel összehasonlítjuk, a második párt az első kivételével mindegyikkel, és így tovább, az utolsót nem hasonlítjuk össze egyikkel sem. Tehát {\displaystyle n(n-1)/2} páronkénti összehasonlítást végzünk.
A következőket állapítjuk meg a párokról:
- Ha {\displaystyle x_{i}<x_{j}} és {\displaystyle y_{i}<y_{j}}, akkor konkordáns.
- Ha {\displaystyle x_{i}<x_{j}} és {\displaystyle y_{i}>y_{j}}, akkor  diszkordáns.
- Ha {\displaystyle x_{i}\neq x_{j}} és {\displaystyle y_{i}=y_{j}}, akkor kötés van  {\displaystyle Y}-ban.
- Ha {\displaystyle x_{i}=x_{j}} és {\displaystyle y_{i}\neq y_{j}}, akkor kötés van {\displaystyle X}-ben.
- Ha {\displaystyle x_{i}=x_{j}} és {\displaystyle y_{i}=y_{j}}, akkor kötés van {\displaystyle X}-ben és {\displaystyle Y}-ban.

Megszámoljuk a különböző párokat:
- A konkorodánsok száma {\displaystyle C},
- a diszkordánsok száma {\displaystyle D},
- az {\displaystyle Y}-beli kötések száma {\displaystyle T_{Y}}, pontosabban a kötésben lévő, Y beli elemekből képezhető, nem rendezett adatpárok száma
- az {\displaystyle X}-beli kötések száma {\displaystyle T_{X}}, és
- az {\displaystyle X}-beli és {\displaystyle Y}-beli kötések száma {\displaystyle T_{XY}}.

A Tx ill. Ty kiszámítása: Jelölje ti  a kötésben lévő (azonos) elemek i. csoportjának darabszámát az X halmazban. (pl. az X={1,2,2,5,3,8,8,8,2,9,8} adatsorban két ismétlődő adatcsoport van a "2" 3 alkalommal fordul elő, tehát t1=3, míg a "8" 4 alkalommal, tehát t2=4, további kötések nincsenek.) {\displaystyle Tx=\sum _{i}(t_{i}*(t_{i}-1))/2}A fenti adatsorra tehát Tx= ( 3*(3-1) + 4*(4-1) ) /2  = 9 
Ty hasonlóan számolható az Y halmazra vonatkozóan.

A Kendall-{\displaystyle \tau } a konkordáns és a diszkordáns párok számát hasonlítja össze:
{\displaystyle \tau ={\frac {C-D}{\sqrt {(C+D+T_{X})\cdot (C+D+T_{Y})}}}}
Ha {\displaystyle \tau } pozitív, akkor több konkordáns pár van, mint diszkordáns. 
Ami azt jelenti, hogy ha {\displaystyle x_{i}\leq x_{j}}, akkor valószínűbb, hogy {\displaystyle y_{i}\leq y_{j}}. Ha negatív, akkor a diszkordáns párokból van több, vagyis ha {\displaystyle x_{i}\leq x_{j}}, akkor az a valószínűbb, hogy {\displaystyle y_{i}\geq y_{j}}. Az {\displaystyle {\sqrt {(C+D+T_{X})\cdot (C+D+T_{Y})}}} normálja a Kendall-{\displaystyle \tau } értékét, így
{\displaystyle -1\leq \tau \leq +1.}

### Tesztben
Tekintve egy {\displaystyle \mathrm {T} } valószínűségi változót, Kendall belátta, hogy ha a tesztben
{\displaystyle H_{0}:\tau =0} vs. {\displaystyle H_{1}:\tau \neq 0},
akkor a nullhipotézis teljesülése esetén eloszlása approximatívan normális: {\displaystyle \mathrm {T} \sim {\mathcal {N}}\left(0;{\frac {4n+10}{9n(n-1)}}\right)}.
Az approximációs tezt mellett permutációteszt is végezhető.

### További tau együtthatók
Kendall a fent definiált számértékek felhasználásával további három {\displaystyle \tau } együtthatót definiált:
{\displaystyle {\text{Kendall-}}\tau _{a}={\frac {C-D}{n(n-1)/2}}}
{\displaystyle {\text{Kendall-}}\tau _{b}={\frac {C-D}{{\sqrt {C+D+T_{x}}}{\sqrt {C+D+T_{y}}}}}} (lűsd fenn)
{\displaystyle {\text{Kendall-}}\tau _{c}={\frac {2m(C-D)}{(m-1)n^{2}}}}
A {\displaystyle \tau _{a}} csak akkor alkalmazható, ha nincsenek kötések. 
A {\displaystyle \tau _{b}} nem négyzetes kontingenciatáblákon nem érheti el a {\displaystyle +1} illetve {\displaystyle -1} szélsőértékeket. Nem veszi figyelembe az {\displaystyle X}-ben és {\displaystyle Y}-ban levő kötéseket. Négypróbás tesztekben {\displaystyle \tau _{b}} egyezik a {\displaystyle \Phi } együtthatókkal, és ha két, csak 0 és 1 értékeket felvevő valószínűségi változókat vizsgálunk, akkor a Pearson-korrelációval is.

## Tetra- és polichorikus korreláció
A Likert-skálával kapcsolatban gyakran  tetra- illetve polichorikus korrelációt számolnak. A tetrachorikus korrelációt bináris adatokhoz használják. Az alaphipotézis az, hogy a válaszadók valamilyen mérték szerint adtak választ arra, hogy szerintük mi mennyire teljesül rájuk.
A megfigyelt {\displaystyle X_{i}\,} ordinális változók mögött többnyire {\displaystyle X_{i}^{*}} folytonos változók állnak. A nem megyfigyelt változók közötti kapcsolatot tetra- és polichorikus korrelációk fejezik ki.
Használata akkor javallott, ha a Likert-itemek esetén kevesebb, mint hét. A gyakorlatban ehelyett a Bravais-Pearson-korrelációval dolgoznak, ám megmutatható, hogy ezzel alábecsülik a korrelációt.

### Becslési módszerek
Feltéve, hogy a {\displaystyle X_{i}^{*}} valószínűségi változók páronként kétváltozós normális eloszlásúak, a maximum-likelihood-módszerrel becsülhető a meg nem figyelt valószínűségi változók közötti korreláció. Ennek két módja van:
Egylépéses módszer: Az ismeretlen korreláció és az ismeretlen intervallumhatárok a maximum-likelihood-függvény paraméterei; azaz egyetlen lépésben becslik őket.
Kétlépéses módszer: Először az intervallumhatárokat becslik azzal a feltevéssel, hogy az {\displaystyle X_{i}^{*}} változók eloszlása normális. A második lépésben kerül sor a korrelációra.

### A tetrachorikus korreláció approximációs képlete
Két bináris változó esetén a tetrachorikus korreláció közelíthető úgy, mint
{\displaystyle r_{tet}=\cos \left({\frac {\pi }{1+{\sqrt {\frac {n_{00}n_{11}}{n_{01}n_{10}}}}}}\right)}
ahol a jelölések a jobb oldalon látható kereszttáblázat szerintiek.
Egy  {\displaystyle r_{tet}=-1} korreláció pontosan akkor fordul elő, ha {\displaystyle n_{00}=n_{11}=0}. Hasonlóan, a {\displaystyle r_{tet}=+1} érték pontosan akkor fordul elő, ha {\displaystyle n_{01}=n_{10}=0}.

## Fordítás
Ez a szócikk részben vagy egészben  a   Rangkorrelationskoeffizient című német Wikipédia-szócikk fordításán alapul.  Az eredeti cikk szerkesztőit annak laptörténete sorolja fel. Ez a jelzés csupán a megfogalmazás eredetét és a szerzői jogokat jelzi, nem szolgál a cikkben szereplő információk forrásmegjelöléseként.